# Hann. Münden
Hann. Münden là một thị xã trong bang Niedersachsen, Đức. Đô thị này có diện tích 121,11 km². Thị xã thuộc huyện Göttingen và tọa lạc tại nơi hợp lưu của các sông Fulda và sông Werra, hai sông này nhập vào sông Weser. Dân số cuối năm 2004 là 25.173 người.